# Cratere Nuriet
Nuriet  è un cratere sulla superficie di Venere.